# Стоматология
Стоматология е този дял на медицината и денталната медицина, който се отнася до устата и заболяванията на устната кухина.
В началото на 20 век се е практикувала от лекуващи лекари, но днес това е от областта на стоматолозите. Специалността е дефинирана в Европа според Директива 2001/19/EC.
Подспециалности и дялове на стоматологията
- Ендодонтия
- Орална хирургия
- Детска стоматология
- Пародонтология и заболявания на оралната лигавица (ЗОЛ)
- Ортодонтия
- Дентална образна диагностика
- Дентална клинична алергология
- Протетична стоматология (вкл. пропедевтика на протетичната стоматология, стоматологично материалознание, клиника на протетичната стоматология, лицево-челюстно протезиране)
- Имплантология
- Орална патология
- Детална, орална, лицево-челюстна хирургия